# Cladrastis kentukea
Cladrastis kentukea es una especie de Cladrastis originaria del sureste de los Estados Unidos, con un área de distribución restringida desde el oeste de Carolina del Norte al oeste hasta Oklahoma oriental, y desde el sur de Misuri e Indiana al sur hasta el centro de Alabama. A veces se le llama también Virgilia.

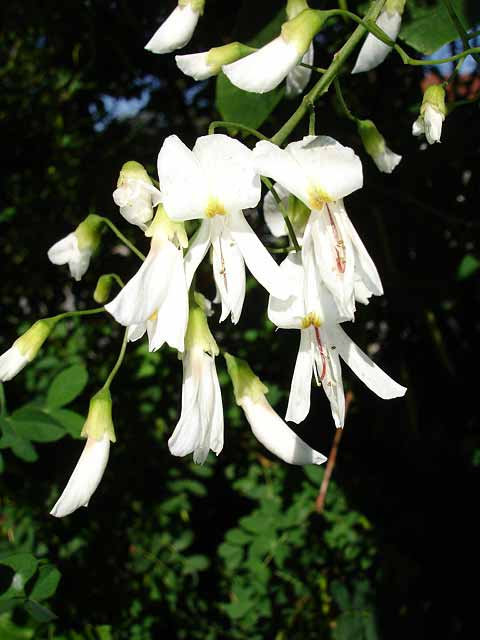
Flores

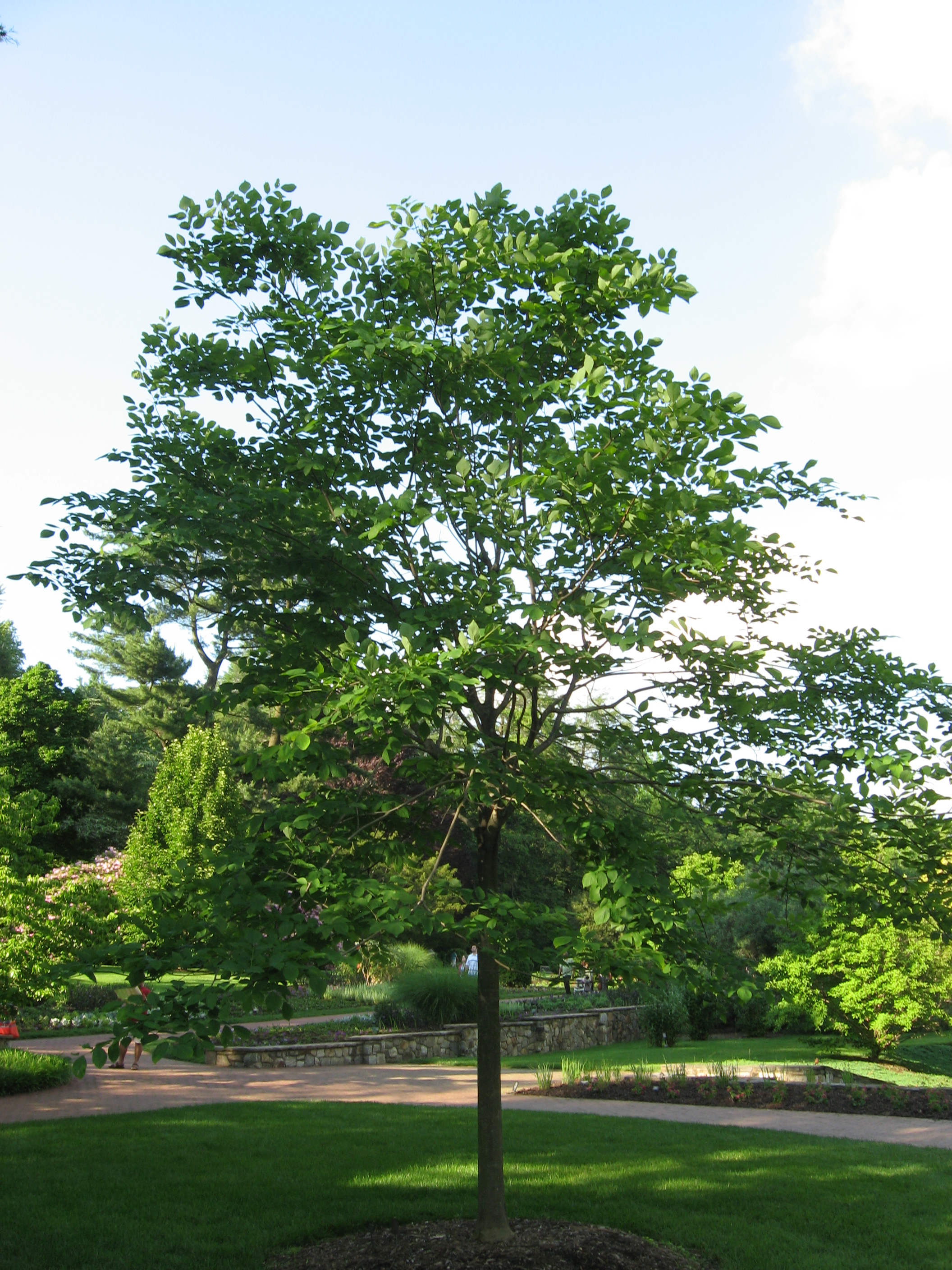
Vista del árbol

## Descripción
Es un árbol de hoja caduca de mediano tamaño que crece típicamente hasta los 10-15 m de altura, excepcionalmente hasta los 27, con una copa amplia y redondeada y una suave corteza grisácea. Las hojas son pinnadas compuestas, 20-30 cm de largo, con 5-11 (principalmente 7-9) hojas alternadas, de forma ovada con punta aguda de 6-13 cm de largo y 3-7 cm de ancho, con un margen entero y vello por debajo de delgado a denso. En otoño, las hojas se vuelven una mezcla de amarillo, dorado y anaranjado. Las flores son fragantes, blancas que se producen en racimos como la glicina de 15-30 cm de largo. Florece a principios del verano (junio en su región nativa) y es valioso de año en año, con intenso florecimiento cada segundo o tercer año. Los fruto son una lenteja de 5-8 cm de largo que contiene 2-6 semillas.
Las originarias de Alabama tienen las hojas más densamente velludas por debajo que los de más al norte, y se distinguen como C. kentukea f. tomentosa (Steyermark) Spongberg.

## Distribución
Uno de los árboles más infrecuentes del este de Norteamérica, se encuentra principalmente en los acantilados calizos de Kentucky, Tennessee y Carolina del Norte, pero es más difícil en el norte. Se cultiva ampliamente como árbol ornamental por sus atractivas flores y se ha  naturalizado en muchas zonas del Este de los Estados Unidos fuera de su limitada zona de distribución.
El ejemplar más grande conocido está en el cementerio de Spring Grove en Cincinnati, Ohio, 22 m de altura y 2,2 m de diámetro en el tronco. El más alto es delgado y mide 27 m de altura pero solo 0,55 m de diámetro en el tronco, en el Área natural de investigación Plott Cove, Georgia (Spongberg & Ma 1997; Eastern Native Trees Society).

## Taxonomía
Cladrastis kentukea fue descrita por (Dum.Cours.) Rudd y publicado en Journal of Botany, British and Foreign 66: 141. 1928.
Etimología
Cladrastis: nombre genérico que deriva de las palabras griegas: E klados, (rama), y de thraustos, (frágil), refiriéndose a la naturaleza frágil de las ramitas.
kentukea: epíteto
Sinonimia
- Cladrastis albiflora Raf.
- Cladrastis fragrans Raf.
- Cladrastis kentuckensis Raf.
- Cladrastis kentuckensis (Dum.Cours.) Jacks.
- Cladrastis kentuckensis Raf. ex B.D. Jacks.
- Cladrastis lutea Raf.
- Cladrastis lutea (Michx.) K.Koch
- Cladrastis lutea f. tomentosa Steyerm.
- Cladrastis tinctoria Raf.
- Sophora kentukea Dum.Cours.
- Virgilia alba Raf.
- Virgilia kentuckensis Raf.
- Virgilia lutea Michx.[3]

## Enlaces externos

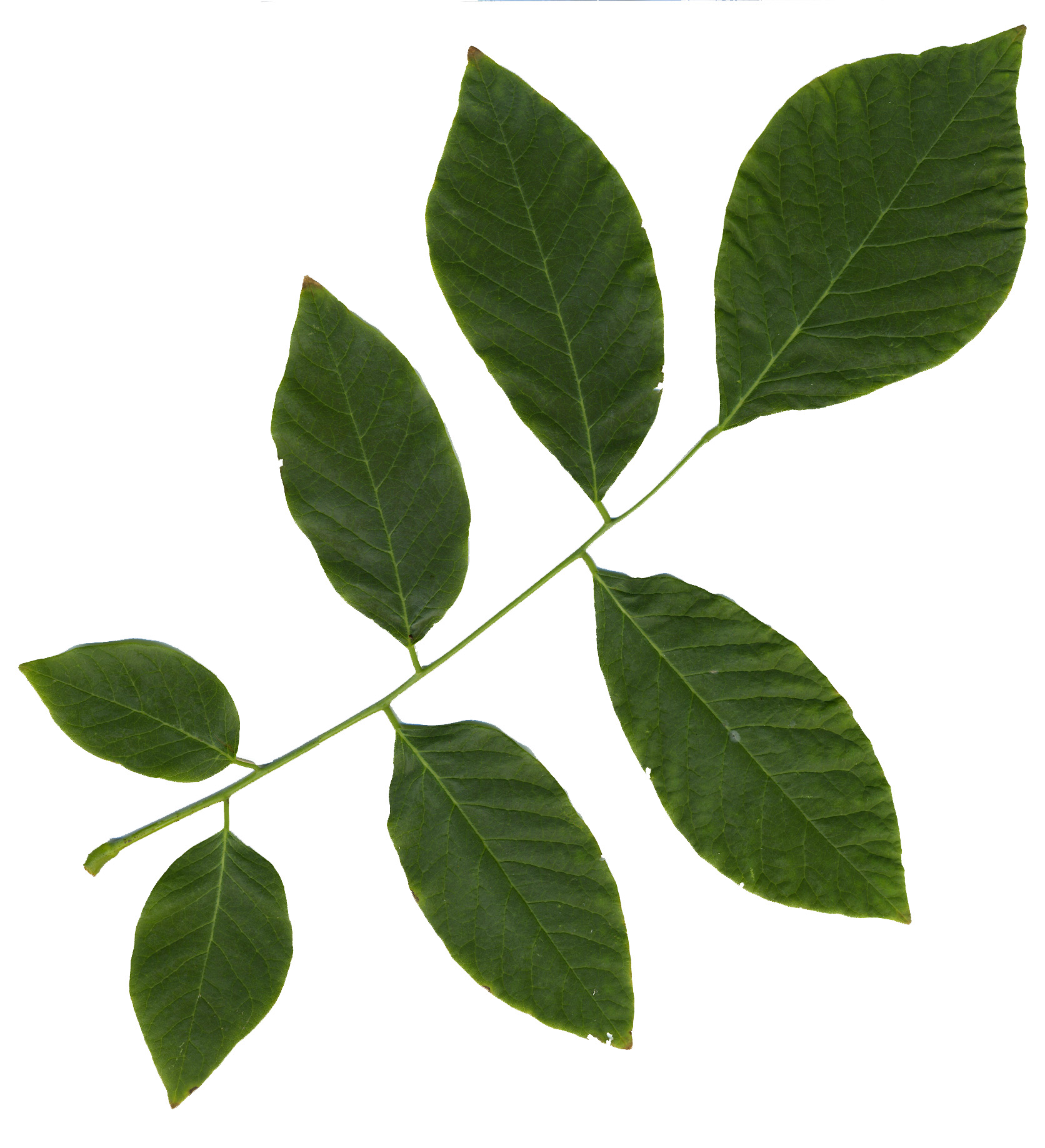
Hoja
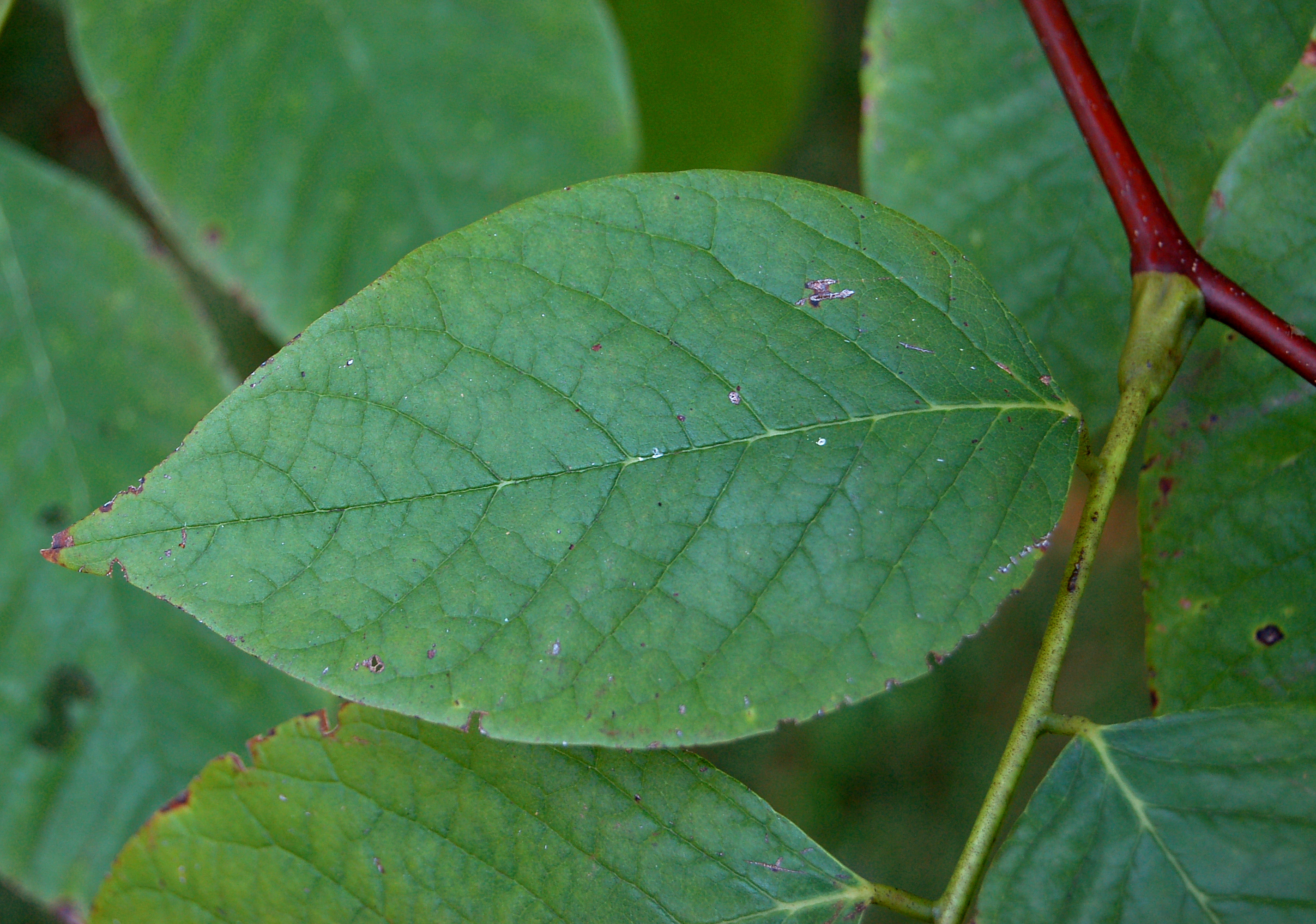
Haz de una hoja
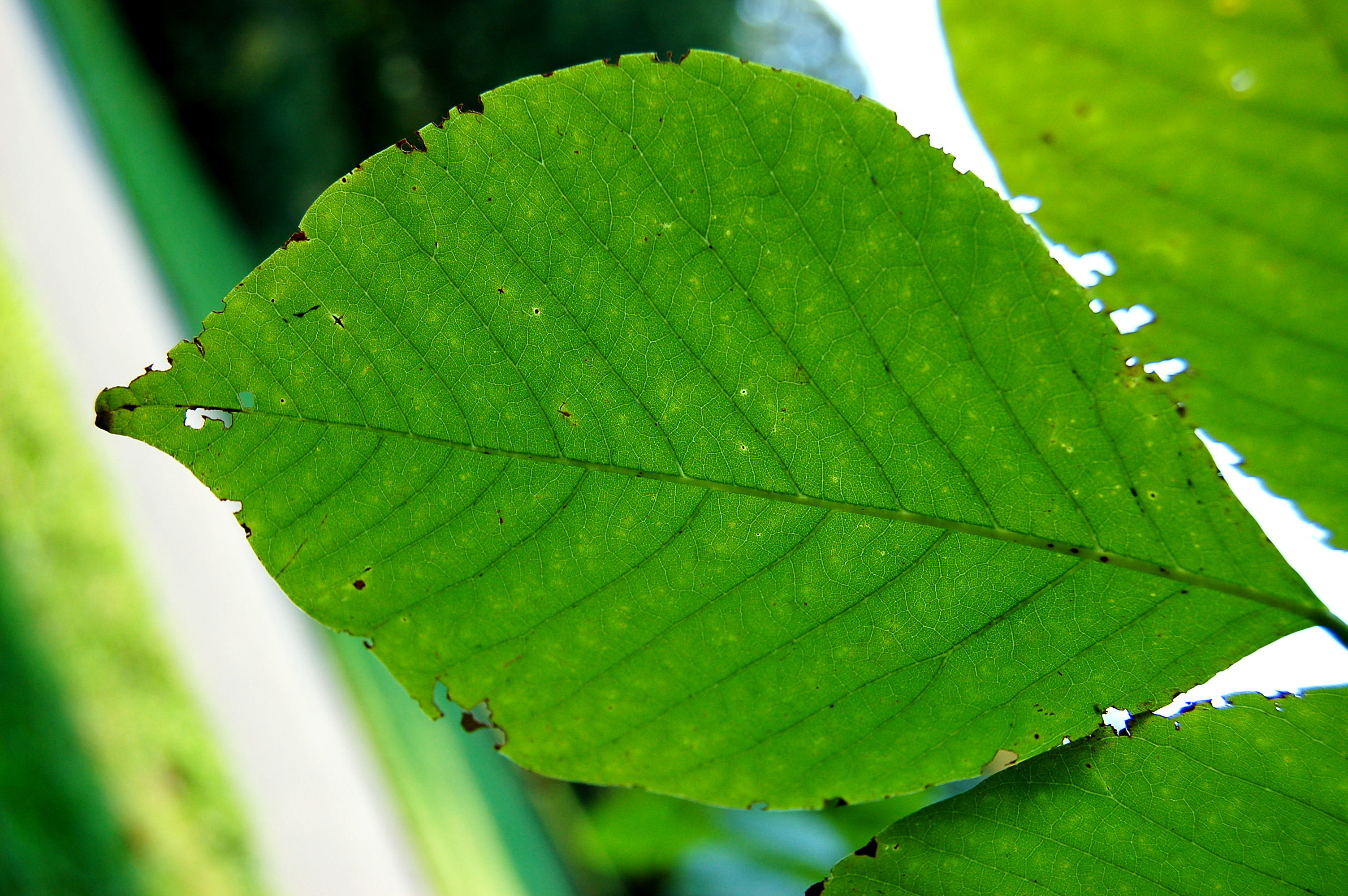
Envés de una hoja
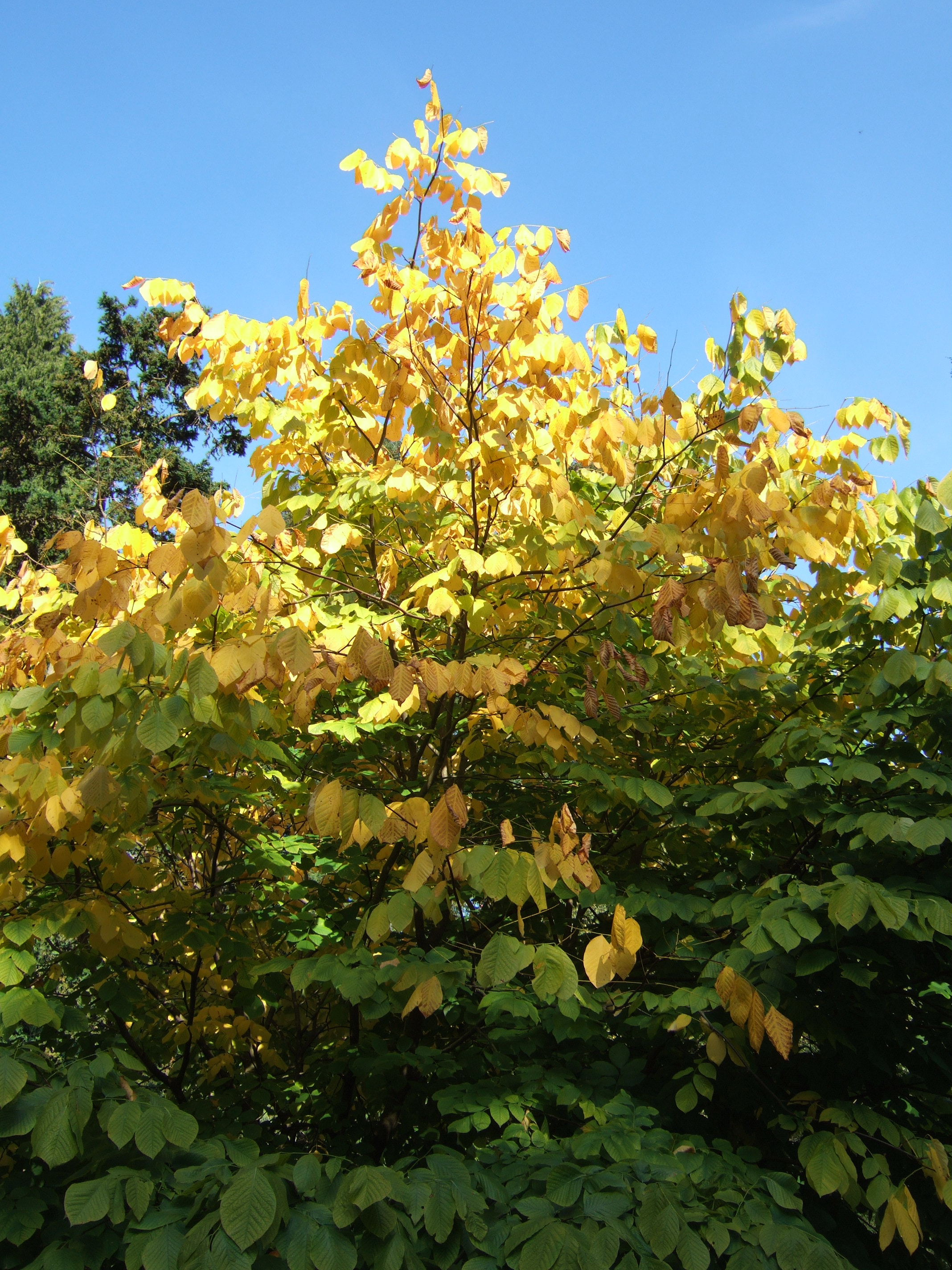
Cambio de color en el otoño
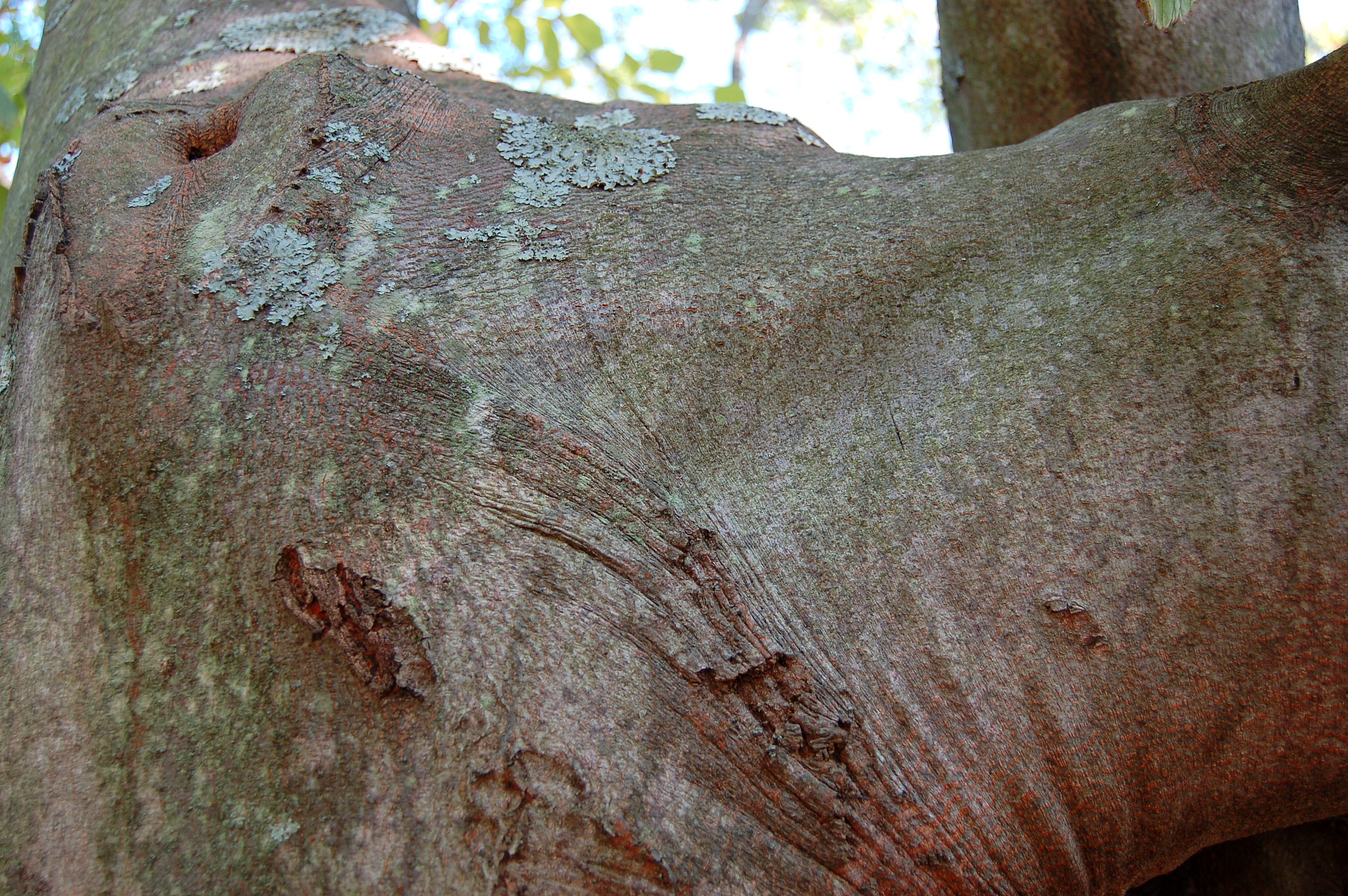
Corteza